# Русинкевич Ніна Іванівна
Русинкевич Ніна Іванівна (нар. 26 січня 1925,  — пом. ?) — радянська та українська шахістка, кандидат у майстри спорту. Дворазова чемпіонка України із шахів серед жінок 1958 та 1968 років.

## Біографія
Проживала у Донецьку. Учасниця чемпіонату СРСР із шахів 1968 року.
Багаторазова учасниця чемпіонатів України із шахів серед жінок та дворазова їх переможниця (1958, 1968).
Учасниця чемпіонату СРСР із шахів 1968 року.
Переможниця ДСТ «Спартак» СРСР 1950 року.
У складі збірної ДСТ «Спартак» переможниця командного чемпіонату СРСР 1954 року.

## Турнірні результати
| Рік  | Місце проведення | Турнір                                                         | Результат | + | —  | =  | Місце   |
| ---- | ---------------- | -------------------------------------------------------------- | --------- | - | -- | -- | ------- |
| 1950 | Київ             | 10-й чемпіонат України                                         | 8½ з 14   | 6 | 3  | 5  | 6 — 7   |
| 1951 | Київ             | 11-й чемпіонат України                                         | 8 з 14    | 3 | 1  | 10 | 4 —7    |
| 1952 | Київ             | 12-й чемпіонат України                                         | 9 з 14    | 7 | 4  | 4  | 5 — 8   |
| 1953 | Київ             | 13-й чемпіонат України                                         | 10 з 17   | 5 | 2  | 10 | 5 — 8   |
| 1954 | Київ             | 14-й чемпіонат України                                         | 8½ з 14   | 5 | 2  | 7  | 6       |
|      | Рига             | Командний чемпіонат СРСР (ДСТ "Спартак" 2-га жіноча шахівниця) | 4½ з 11   | 1 | 3  | 7  |         |
| 1955 | Київ             | 15-й чемпіонат України                                         | 8 з 14    | 4 | 2  | 8  | 6 — 7   |
| 1956 | Київ             | 16-й чемпіонат України                                         | 8 з 14    |   |    |    | 11      |
| 1957 | Київ             | 17-й чемпіонат України                                         | 11½ з 17  |   |    |    | 5       |
| 1958 | Київ             | 18-й чемпіонат України                                         | 12 з 17   |   |    |    | Gold    |
| 1959 | Київ             | 19-й чемпіонат України                                         | 9½ з 17   | 6 | 4  | 7  | 9 — 10  |
| 1960 | Київ             | 20-й чемпіонат України                                         | 11½ з 17  |   |    |    | — 3     |
| 1961 | Київ             | 21-й чемпіонат України                                         | 7 з 17    | 3 | 6  | 8  | ?       |
| 1963 | Київ             | 23-й чемпіонат України                                         | 11½ з 15  | 8 | 0  | 7  | Silver  |
| 1968 | Київ             | 28-й чемпіонат України                                         | 10½ з 14  | 8 | 1  | 5  | Gold    |
|      | Ашгабат          | 28-й чемпіонат СРСР                                            | 4½ з 19   | 2 | 12 | 5  | 19 — 20 |
| 1969 | Чернівці         | 29-й чемпіонат України                                         | ? з 14    |   |    |    | ?       |
| 1973 | Сочі             | півфінал 33-го чемпіонату СРСР                                 | 4 з 14    | 1 | 7  | 6  | 12 — 14 |